# Pooja Dhanda
 (juillet 2017).
Pooja Dhanda, née le 1er janvier 1994, est une lutteuse indienne.

## Palmarès

### Jeux olympiques de la jeunesse
- 2010 à Singapour
  -  Médaille d'argent en moins de 60 kg

### Jeux asiatiques en salle
- - 2017 à Achgabat
  -  Médaille de bronze en moins de 58 kg